# 李之龙
李之龙（1897年12月10日—1928年2月8日），字在田，号赤显，男，湖北省沔阳县（今湖北省仙桃市）人，国民革命军海军中将，海军局代理局长。中國共產黨員。

## 生平
清朝光绪二十三年十一月十七日（1897年12月10日），李之龙出生于湖北省沔阳县杜窖乡的农民家庭。七岁时，李之龙随父到武昌两湖师范附小读书，1911年毕业。1912年秋，考入武昌外国语专科学校英语班。1913年7月，李之龙随四叔李国良参加了李烈钧领导的湖口起义。1916年秋，考入烟台海军学校，為該校第15期學生。民國十八年（1919）藉著煙台海校合併吳淞海軍學校改格學制之際與郭壽生等70位同期學生發動罷課，並南下上海向各界請願，「揭露」學校弊端。北京國民政府被迫與該批學運學生談判，並接受一部分學運訴求。李之龍與郭壽生則繼續在煙台海校中以讀書會的名義傳遞馬克思主義。
民國十年（1921）6月，因煙台海校師生遭北京政府欠餉10個月，李之龍、郭壽生再度組織學生運動，並得到一部分校工與水兵擁護罷工與罷航。隨後學校查出李之龍為運動首謀，北京海軍總部下令逮捕，並交付海軍總部以軍法審判。李之龍因此遭到煙台海校開除，離開學校南下上海。8月结识了来沪参加中共一大的董必武，同年12月秘密加入中国共产党。
1924年，李之龙考入黄埔军校第一期。1925年2月，参加了广州国民政府发动的第一次东征，同年10月，被任命为海军局政治部主任。1926年升任代理海军局局长、海军局参谋厅长兼中山舰舰长，军衔晋升为海军中将。李之龙成为中共在国民革命军中军衔最高的军事将领。
1926年3月18日，黄埔军校交通股长欧阳钟亲赴海军局，称接军校教育长邓演达的电话，谓奉蒋介石令海军局派得力军舰两艘开赴黄埔听候调遣。李之龙随后签发调宝璧、中山两舰赴黄埔听命。翌日晨，宝璧、中山两舰先后由省河启航前往。但中山舰于上午9时抵黄埔向军校报到时，教育长邓演达称并无调舰来黄埔之事，蒋介石则指示将中山舰调回广州。3月20日凌晨，蒋介石下令广州戒严，并任命欧阳格（欧阳钟的叔父）为海军舰队临时总指挥并逮捕李之龙，对中共和苏联顾问团的在国民革命军内的力量进行了一次全面的打击和削弱。4月14日，蒋介石将欧阳格免职并拘留，同时宣布李之龙无罪释放。但李之龙已失去了海军局的一切职务。这一事件史称“中山舰事件”。
同年5月18日，李之龙在《广州民国日报》刊发《李之龙启事》宣布退出中共，其文曰：兹为避开纠纷，使利工作起见，特郑重声明退出中国共产党及一切有关系的社会团体，以单纯的中国国民党党员资格，受吾师蒋介石先生指导，以谋三民主义之实现。耿耿此心，尤盼共产党同志予以原谅。
1927年蒋介石在上海发动四一二事件后，李之龙撰写发表了《“三二〇”反革命政变真相》一文，痛斥蒋介石，师生关系决裂，意图揭露中山舰事件内幕。
1928年2月6日，李之龙因策划海军兵运被国民政府逮捕。8日，李之龙被海军第四舰队司令陈策處決于广州黄花岗，时年31岁。

## 身后
1951年，李之龙的遗孀陈正明和儿子李光慈向武汉市人民政府提出申请，要求追认李之龙为烈士。周恩来和董必武认为李曾公开脱党，且被枪毙是由国民党内部矛盾所致，使该事项未能获得批准。